# 四川并殖吸虫
四川并殖吸虫（学名：Paragonimus szechuanensis）为并殖科并殖属的动物。在中国大陆，分布于四川、云南、陕西等地，营寄生生活，终末宿主猫、犬、野猫、人工感染终末宿主猫、犬、大白鼠、果子狸以及模式宿主为家猫。该物种的模式产地在四川省温江县、雅安市、灌县。
其种加词“szechuanensis”意为“四川的”。

## 亚种
- 卫氏并殖吸虫四川亚种（学名：Paragonimus westermani subsp szechuanensis），Chung et T'sao于1962年命名。在中国大陆，分布于四川等地，营寄生生活，终末宿主家猫。该物种的模式产地在四川省雅安市、成都市、温江县。[2]